# 沙勒羅瓦戰役
沙勒羅瓦戰役（法語：Bataille de Charleroi），或稱桑布爾河戰役（英語：Battle of the Sambre），發生於1914年8月21日-23日間，是第一次世界大戰西方戰線邊境戰役的一部份，交戰雙方為法國第五軍團及德國第二軍團和第三軍團。法軍計劃在桑布爾河上發動進攻，當時德軍首先發動進攻，迫使法軍從河上撤退，並通過橫渡迪南附近的默茲河（Meuse）幾乎切斷了法軍的撤退路線，並追擊法軍右翼部隊。法軍後於迪南的反擊中得救，其第三軍團也從西南掉頭西北支援第二軍團。

## 戰役過程
8月20日，法國第五軍團（夏爾·朗勒扎克將軍指揮）開始沿著桑布爾河集結出一條40（25英里）的陣線，其中心為沙勒羅瓦並向東延伸到比利時的那慕爾要塞。法軍騎兵團（French Cavalry Corps，由安德烈·索爾特指揮）掩護第五軍團的左翼，而英國遠征軍則在蒙斯集結。在轉移部分部隊至洛林後，法軍共有15個師，要面對到來自德國第二軍團（卡爾·馮·比洛將軍指揮）和第三軍團（馬克斯·馮·豪森大將指揮）的18個師，後者從盧森堡向西南推進到默茲河。

### 8月21日
21日早晨，法軍總指揮約瑟夫·霞飛向朗雷扎及英國遠征軍告知德軍正在向西進軍。根據第十七號計畫，法國第三及第四軍團應分別向南移師阿爾隆及訥沙托，並在盧森堡省尋求攻擊任何敵軍。法國第五軍團被下令防守掩護默茲河到那慕爾的路上，而英軍則透過向蒙斯東北的蘇瓦尼進軍來配合此一行動。有鑑於此，蘭雷扎克將麾下的第五軍團部署在桑布爾河，並在當天稍晚的12點30分向霞飛回報他的行動。當時他並不知道，德軍已與他的先鋒部隊在那慕爾和沙勒羅瓦間發生衝突。下午兩點，朗雷扎才在那慕爾指揮官奧古斯坦·米歇爾將軍的報告中意識到了這一點。下午四點，總部告知蘭雷扎克德軍仍在向西進軍，隨後命令他的空軍偵察敵軍行動，並告知其麾下部隊「做好準備藉由渡過桑布爾河向那慕爾及尼韋爾發起進攻（be ready to launch an attack [...] by crossing the Sambre, towards Namur and Nivelles.）」。朗勒扎克在晚上七點向霞飛回報第十兵團前線僅有小型行動，於是後者在晚上八點指示朗雷扎有完全的自由裁量權來決定何時發起進攻。
到了傍晚，第十九師的前鋒在弗洛里福克斯及桑布爾河畔熱梅普之間擊退了德軍的進攻，然而來自俘虜的回報卻顯示德軍還有強大的主力軍。在更西邊的阿爾西蒙於晚上九點棄守（最初由一個營駐防，後由第二十師的一個團增援），部隊指揮官德佛吉斯（Defforges）下令最東邊的部隊撤退，並與第一和第三兵團協調在福塞（Fosse）附近的佈陣。這意味著德軍已成功渡過桑布爾河。
在第三兵團前線，第五師的前哨站在下午三點遭到襲擊。儘管遭受初期的挫敗，德軍依然繼續進攻，並在塔米斯（Tamines）、羅斯利及艾索等地打通破口。法軍一次反擊中奪回了艾索，但卻無法將德軍逐出其他橋頭堡。晚上十一點，兵團指揮官索雷特（Sauret），向朗雷扎回報第五師將繼續努力奪回各橋。

### 8月22日
第二天早上，朗勒扎克在一份報告中向霞飛證實了德軍進攻那慕爾的暴力行為。他在報告第十兵團和第三兵團的行動時，要求第四軍團「盡快將自己趕到戰場（makes itself felt as soon as possible）」。
在法軍右翼，德斯佩雷將軍下令第一兵團開始行軍以備發起攻勢行動。與此同時，他催促第五十一預備師趕快解救第二師。法軍的攻勢行動被第十二薩克森兵團的進攻所阻，後者襲擊了迪南的先進單位（advanced elements）及安瑟梅的旅團（Anseremme bridges）。雖然德軍這次進攻沒有阻撓德斯佩雷解圍他的部隊，但他還是在下午一點時回報他因此無法增援桑布爾河的戰鬥。下午兩點十五分，蘭雷扎克要求並批准炸毀除了日韋、阿斯蒂耶爾及迪南以外所有在默茲河上的橋樑。
德軍也向第五軍團剩下的前線發起進攻。

### 8月23日
8月23日，位於沙勒羅瓦附近的法國中央部隊開始後撤，雙方依然持續交戰中。
德國第三軍團橫渡默茲河並向由第一兵團駐防的法軍右翼進攻。德軍這次的進攻威脅到第五軍團並有可能切斷其撤退路線，但第一兵團成功在反擊中阻擋了德軍的推進。隨著盟軍從那慕爾撤離以及第四軍團從阿登地區撤退，朗雷扎也下令第五軍團撤退，以避免他們被包圍並與法軍其餘部分失去聯繫。這場戰役最終以德軍勝利告終。

## 後續發展

### 分析

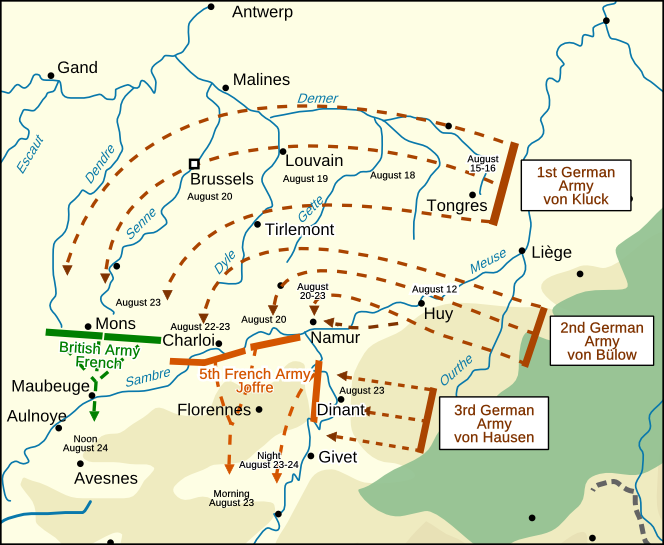
德軍在1914年8月於比利時的推進

沙勒羅瓦戰役後第五軍團的撤退，可以說使法軍免於決定性失敗，因為其阻止了德軍在施里芬計劃中亟需的包圍戰。德軍在聖康坦戰役中取得另一場決定性勝利後，法軍敗退至距離巴黎僅僅數十英里處。9月3日，繼四天前第三軍團指揮官皮埃爾·呂費將軍的遭遇之後，朗雷扎也被霞飛解職並被艾斯佩雷取代。
1934年，法國法西斯主義者和作家皮埃爾·德里厄·拉羅謝爾的作品《沙勒羅瓦的喜劇》中，探討了作者在戰鬥中的角色。

### 傷亡數
在2001年，布羅斯（Brose）的著作中紀錄了第五軍團損失了10,000人，而愛德華·斯皮爾斯（Edward Spears）則在其著作《Liaison 1914》（1930年）中紀載德國第二軍團傷亡11,000人，同時俘虜了4,000名法軍及35門火砲。2009年，赫維希（Herwig）在著作中紀錄了德國第三軍團在迪南的傷亡為4,275人。英國遠征軍在法軍西側損失了1,600人。

## 戰鬥序列

### 法軍
除非有特別註明，不然以下內容均來自法軍正史。
- 騎兵團，由安德烈·索爾特（英语：André Sordet）指揮
  - 第一騎兵師（1st Cavalry Division）
  - 第三騎兵師（3rd Cavalry Division）
  - 第五騎兵師（5th Cavalry Division）
  - 第八步兵旅（8th Infantry Brigade）[15]

第五軍團，由夏爾·朗雷扎指揮
- 第一陸軍兵團（英语：1st Army Corps (France)），由路易·弗朗謝·德斯佩雷將軍指揮
  - 第一步兵師（1st Infantry Division）
  - 第二步兵師（英语：2nd Infantry Division (France)）
- 第三陸軍兵團（英语：3rd Army Corps (France)），由索雷特（Sauret）將軍指揮
  - 第五步兵師（5th Infantry Division）
  - 第六步兵師（6th Infantry Division）
- 第十陸軍兵團（英语：10th Army Corps (France)），由德佛吉斯（Defforges）將軍指揮
  - 第十九步兵師（19th Infantry Division）
  - 第二十步兵師（20th Infantry Division）
  - 第三十七步兵師（英语：37th Infantry Division (France)）
- 第十八陸軍兵團（英语：18th Army Corps (France)）

### 德軍
除非有特別註明，不然以下內容均來自英軍正史及Cron (2002)。
- 第二騎兵兵團（英语：II Cavalry Corps (German Empire)） (Höhere Kavallerie-Kommando 2/HKK 2) – 作為第一及第二軍團的先鋒（高級騎兵指揮官，格奧爾格·馮·德·馬維茨（英语：Georg von der Marwitz）騎兵大將（英语：General of the Cavalry (Germany)） [Höherer Kavallerie-Kommandeur 2]）
  - 第二騎兵師（英语：2nd Cavalry Division (German Empire)）
  - 第四騎兵師（英语：4th Cavalry Division (German Empire)）
  - 第九騎兵師（英语：9th Cavalry Division (German Empire)）

每個騎兵師由三個旅組成，每個旅有兩個騎兵團（共24個中隊），三個砲兵連（各四門火砲）和一個機槍支隊（六門機槍）。
第一軍團，由亞歷山大·馮·克拉克大將指揮
- 第二兵團（英语：II Corps (German Empire)）（亞歷山大·馮·林辛根（英语：Alexander von Linsingen）步兵上將指揮）
  - 第三師（英语：3rd Division (German Empire)）
  - 第四師（英语：4th Division (German Empire)）
- 第三兵團（英语：III Corps (German Empire)）（埃瓦爾德·馮·洛霍（英语：Ewald von Lochow）步兵上將指揮）
  - 第五師（英语：5th Division (German Empire)）
  - 第六師（英语：6th Division (German Empire)）
- 第四兵團（英语：IV Corps (German Empire)）（弗里德里希·西克斯特·馮·阿爾尼姆（英语：Friedrich Bertram Sixt von Armin）步兵上將指揮）
  - 第七師（英语：7th Division (German Empire)）
  - 第八師（英语：8th Division (German Empire)）
- 第九兵團（英语：IX Corps (German Empire)）（費迪南德·馮·誇斯特（英语：Ferdinand von Quast）步兵上將指揮）
  - 第十七師（英语：17th Division (German Empire)）
  - 第十八師（英语：18th Division (German Empire)）
- 第三預備兵團（英语：III Reserve Corps (German Empire)）（漢斯·馮·貝瑟勒步兵上將指揮）
  - 第五預備師（英语：5th Reserve Division (German Empire)）
  - 第六預備師（英语：6th Reserve Division (German Empire)）
- 第四預備兵團（英语：IV Reserve Corps (German Empire)） （翰斯·馮·格羅納（英语：Hans von Gronau）砲兵將軍（英语：General of the Artillery (Germany)）指揮）
  - 第七預備師（英语：7th Reserve Division (German Empire)）
  - 第二十二預備師（英语：22nd Reserve Division (German Empire)）
- 第九預備兵團（英语：IX Reserve Corps (German Empire)）（馬克斯·馮·波恩（英语：Max von Boehn (general)）步兵上將指揮）（原先駐紮於什勒斯維希以防英軍登陸，於八月底前往戰場）
  - 第十七預備師（英语：17th Reserve Division (German Empire)）
  - 第十八預備師（英语：18th Reserve Division (German Empire)）
- 第十國土防衛混成旅（10th Mixed Landwehr Brigade）
- 第十一國土防衛混成旅（11th Mixed Landwehr Brigade）
- 第二十七國土防衛混成旅（27th Mixed Landwehr Brigade）
- 「先鋒（Pionier）」團（由戰前的第十八營擴編而成）

第二軍團，由卡爾·馮·比洛大將指揮
- 近衛兵團（英语：Guards Corps (German Empire)）（卡爾·馮·普萊滕貝格（英语：Karl von Plettenberg）步兵上將指揮）
  - 第一近衛步兵師（英语：1st Guards Infantry Division (German Empire)）
  - 第二近衛步兵師（英语：2nd Guards Infantry Division (German Empire)）
- 第七兵團（英语：VII Corps (German Empire)）（卡爾·馮·艾內姆騎兵將軍（英语：General of the Cavalry (Germany)）指揮）
  - 第十三師（英语：13th Division (German Empire)）
  - 第十四師（英语：14th Division (German Empire)）
- 第十兵團（英语：X Corps (German Empire)）（奧托·馮·恩米希步兵上將指揮）
  - 第十九師（英语：19th Division (German Empire)）
  - 第二十師（英语：20th Division (German Empire)）
- 近衛預備兵團（英语：Guards Reserve Corps）（馬克斯·馮·加爾維茨砲兵將軍指揮）
  - 第三近衛步兵師（英语：3rd Guards Infantry Division (German Empire)）
  - 第一近衛預備師（英语：1st Guards Reserve Division (German Empire)）
- 第七預備兵團（英语：VII Reserve Corps (German Empire)）（漢斯·馮·澤爾（Hans von Zwehl）步兵上將指揮）
  - 第十三預備師（英语：13th Reserve Division (German Empire)）
  - 第十四預備師（英语：14th Reserve Division (German Empire)）
- 第十預備兵團（英语：X Reserve Corps (German Empire)）（君特·馮·基希巴赫（英语：Günther von Kirchbach）步兵上將指揮）
  - 第二近衛預備師（英语：2nd Guards Reserve Division (German Empire)）
  - 第十九預備師（英语：19th Reserve Division (German Empire)）
- 第二十五國土防衛混成旅（25th Mixed Landwehr Brigade）
- 第二十九國土防衛混成旅（29th Mixed Landwehr Brigade）
- 四個迫擊砲營（第四步兵團第二及第三營、第九步兵團第一及第二營）
- 10釐米火炮營（第九預備步兵團第二營）
- 兩個重型沿海迫擊砲營（第一及第五營）
- 兩個「先鋒（Pionier）」團（由戰前的第二十四營及第二十五營擴編而成）
- 第一騎兵兵團（英语：I Cavalry Corps (German Empire)）– 作為第三軍團的先鋒（HKK 1, 曼弗雷德·男爵·馮·里希特霍芬（英语：Manfred von Richthofen (General)）德國騎兵將軍（英语：General of the Cavalry (Germany)）指揮）
  - 近衛騎兵師（英语：Guards Cavalry Division (German Empire)）
  - 第五騎兵師（英语：5th Cavalry Division (German Empire)）

第三軍團，由馬克斯·馮·豪森大將指揮
- 第十一兵團（英语：XI Corps (German Empire)）（奧托·馮·普呂斯科（德语：Otto von Plüskow）步兵上將指揮）
  - 第二十二師（英语：22nd Division (German Empire)）
  - 第三十八師（英语：38th Division (German Empire)）
- 第十二兵團（英语：XII (1st Royal Saxon) Corps）（卡爾·德埃爾薩（英语：Karl Ludwig d'Elsa）步兵上將指揮）
  - 第二十三師（英语：23rd Division (German Empire)）
  - 第三十二師（英语：32nd Division (German Empire)）
- 第十九兵團（英语：XIX (2nd Royal Saxon) Corps）（馬克西米利安·馮·拉弗特（英语：Maximilian von Laffert）騎兵上將指揮）
  - 第二十四師（英语：24th Division (German Empire)）
  - 第四十師（英语：40th Division (German Empire)）
- 第十二預備兵團（英语：XII (Royal Saxon) Reserve Corps）（漢斯·馮·基希巴赫（英语：Hans von Kirchbach）砲兵上將指揮）
  - 第二十三預備師（英语：23rd Reserve Division (German Empire)）
  - 第二十四預備師（英语：24th Reserve Division (German Empire)）
- 第四十七國土防衛混成旅（47th Mixed Landwehr Brigade）
- 迫擊砲營（第一步兵團第三營）
- 「先鋒（Pionier）」團（由戰前的第二十三營擴編而成）

## 註腳
1. 1 2 3  Spears 1999，第177頁.
2. 1 2  Brose 2001，第200頁.
3. ↑  Naërt et al. 1936，第473頁.
4. ↑  Naërt et al. 1936，第471-475頁.
5. ↑  Naërt et al. 1936，Annexes, no. 763, p. 645.
6. ↑  Naërt et al. 1936，第479頁.
7. ↑  Naërt et al. 1936，第476-477頁.
8. ↑  Naërt et al. 1936，第477-478頁.
9. ↑  Naërt et al. 1936，第480頁.
10. ↑  Naërt et al. 1936，第481-482頁.
11. ↑  Herwig 2009，第195頁.
12. ↑  Herwig 2009，第168頁.
13. ↑  Brose 2001，第201頁.
14. ↑  Naërt et al. 1936，第468–469, 471–474頁.
15. ↑  Naërt et al. 1936，Annexes, no. 8, p. 33.
16. ↑  Edmonds 1922，第492頁.
17. ↑  Cron 2002，第299頁.

## 延伸閱讀
- Bloem, W.  [The Advance from Mons 1914: The Experiences of a German Infantry Officer] Helion, Solihull. Bremen: Grethlein. 2004 [1916]  [2015-02-15]. ISBN 978-1-874622-57-4.
- Doughty, R. A. . Cambridge, MA: Belknap Press. 2005. ISBN 978-1-874622-57-4.
- Edmonds, J. E. . History of the Great War Based on Official Documents by Direction of the Historical Section of the Committee of Imperial Defence I 2nd. London: Macmillan. 1926. OCLC 58962523.
- Evans, M. M. . Select Editions. 2004. ISBN 978-1-84193-226-2.
- Foley, R. T.  pbk. Cambridge: CUP. 2007 [2005]. ISBN 978-0-521-04436-3.
- Humphries, M. O.; Maker, J. . Germany's Western Front: Translations from the German Official History of the Great War I. part 1 1st. Waterloo, Canada: Wilfrid Laurier University Press. 2013. ISBN 978-1-55458-373-7.
- Porch, D.  reprint. Cambridge: CUP. 2003 [1981]. ISBN 978-0-521-54592-1.
- Spears, E.  2nd Cassell reprint. London: Eyre & Spottiswoode. 1999 [1968]. ISBN 978-0-304-35228-9.
- Strachan, H.  I. New York: Oxford University Press. 2001. ISBN 978-0-19-926191-8.
- Tyng, S.  Westholme Publishing, NY. New York: Longmans, Green. 2007 [1935]. ISBN 978-1-59416-042-4.

## 外部連結
- First World War.com （页面存档备份，存于）
- Erwan Le Gall: Charleroi, Battle of （页面存档备份，存于）, in: 1914-1918-online. International Encyclopedia of the First World War （页面存档备份，存于）.